# 中原浩大
中原 浩大（なかはら こうだい、1961年 - ）は日本の美術家・彫刻家である。京都市立芸術大学美術科彫刻専攻教授。
岡山県倉敷市出身。京都市立芸術大学大学院美術研究科修了。
アカデミックな意味での彫刻の概念や、地域性や素材や領域を、様々な置き換えや交換によって彫刻の概念の拡張をはかる。
活動初期に「源感情的」「神の業」と評されたユニークなフォルムを有し、原色で着色された巨大な立体や平面作品を次々と発表し、1990年それまでのフォルムを継続したまま素材をレゴで制作した「レゴ・モンスター」を発表。その後映像やインスタレーション、パフォーマンス、インターネットサイトでの発表にも活動を広げ、既成の美少女フィギュアを使用した「ナディア」などはオタク・アートで知られる村上隆に絶大な影響を与えた。

## 主な活動
- 1986　　ART TODAY '86<ポストモダンの病理学>（軽井沢高輪美術館）
- 1987　　今日の立体展（山口県立美術館）
- 1987　　絵画1977-1987（国立国際美術館）
- 1988　　田中信太郎・中原浩大展（ヒルサイドギャラリー）
- 1989　　ユーロパリア'89<日本現代彫刻展>（ミデルハイム野外彫刻美術館、アントワープ、ベルギー）
- 1989　　第13回現代日本彫刻展（山口県宇部市）
- 1990　　作法の遊戯　'90年春・美術の現在 vol.1（水戸芸術館）
- 1991　　現代日本美術の動勢―立体造形展（富山県立近代美術館）
- 1992　　アノーマリー展に出品。東京・レントゲン藝術研究所

　　　　　**出品作家：中原浩大、村上隆、ヤノベケンジ、伊藤ガビン。キュレーター：椹木野衣。
- 1993　　アペルト'93:エマージェンシー（ヴェネツィア・ビエンナーレ）
- 1995　　視ることのアレゴリー 1995：絵画・彫刻の現在（セゾン美術館）
- 1996-97 文化庁派遣在外研修員として米国ニューヨークに滞在。
- 2000　　プラスチックの時代 | 美術とデザイン(埼玉県立近代美術館）
- 2001　　テーマ展示 中原浩大（豊田市美術館）
- 2002　　ロストワールド -記憶の遊園- 岡崎和郎/小沢剛/田中功起/中原浩大　（豊田市美術館）
- ?~2003　ノットアースドットコム（インターネットサイト）
- 2005　　景観 -もとの島-（せんだいメディアテーク）
- 2009　「武蔵野美術大学80周年記念展　変成態 - リアルな現代の物質性 vol.1 中原浩大」（Gallery αM）
- 2010　「常設特別展　知覚の扉」（豊田市美術館）
- 2010　「岡山　美の回廊」展（岡山県立美術館）
- 2011　「paintings」展（Gallery Nomart）
- 2011　「よりそうけしき　―自然と芸術のあいだで―」（後楽園、岡山芸術回廊プレ開催記念特別展）
- 2012　「コーチャンは、ゴギガ？」（伊丹市立美術館）
- 2012　「自由になれるとき」（岡山県立美術館、クレヨンと鉛筆によるライブ・ドローイング）
- 2012　「つながるけしき」（後楽園、岡山芸術回廊開催記念特別展）
- 2013　「中原浩大展　自己模倣　KODAI NAKAHARA: Migration or Retrospective」（岡山県立美術館
- 2014　「田中信太郎+岡崎乾二郎+中原浩大　かたちの発語」　（BankArt Studio NYK）
- 2015　「コレクション展 2015-I：記録(ドキュメント)というカタチ」 （広島市現代美術館）
- 2015　「マテリアライジング展 - 情報と物質とそのあいだ」（京都市立芸術大学ギャラリー@KCUA, 京都）
- 2015　「アートの今、岡山2015：dialogues 対話」（天神山文化プラザ / 高梁市歴史美術館 / 奈義町現代美術館、岡山）
- 2016　「釜山ビエンナーレ 2016」　（釜山美術館, 韓国）
- 2017　「東アジア文化都市2017京都 『アジア回廊 現代美術展』」（元離宮二条城 / 京都芸術センター, 京都）
- 2017　「岡山の美術展 中原浩大 2013-2015」（岡山県立美術館）
- 2017　「ジャパノラマ 1970年以降の新しい日本のアート」（ポンピドゥー・センター・メッス, フランス）
- 2017　「みずのきとわたし O JUN 日比野克彦 中原浩大」（みずのき美術館）
- 2018　「起点としての80年代」 （金沢21世紀美術館、高松市美術館、静岡市美術館）
- 2018　「ニュー・ウェイブ 現代美術の80年代」 （国立国際美術館）
- 2019　「PARERGON: JAPANESE ART OF THE 1980S AND 1990S - PART II」（Blum & Poe）

## 代表的な作品
- 《海の絵》　カンヴァスに油絵具　1987年：国立国際美術館蔵
- 《持ち物：光のミミズ Ⅱ》　大理石　1987年：高松市美術館蔵
- 《無題》　レゴ　280x320x210cm　1990年：豊田市美術館蔵
- 《ナディア》　1991-92年：個人蔵
- 《LUNAR MODULE 1/72》　1991-92年：個人蔵
- 《デート・マシーン》　1991年／2013年- 再制作　個人蔵